# Хоббіт: Пустка Смога
«Хоббіт: Пустка Смога» (англ. The Hobbit: The Desolation of Smaug) — епічний пригодницько-фентезійний фільм 2013 року сценариста, продюсера та режисера Пітера Джексона. Друга з трьох частин екранізації роману Дж. Р. Р. Толкієна «Гобіт, або Туди та Звідти», що продовжує фільм «Несподівана подорож» (2012) і передує фільму «Битва п'яти воїнств» (2014). Разом трилогія цих фільмів виступає приквелом до Джексонівського «Володаря перснів».
Сюжетна лінія продовжує події «Несподіваної подорожі», в якому гобіт Більбо Беггінс разом із чарівником Ґандальфом, гномом Торіном Дубощитом і його компанією подорожує через Лихолісся, Езґарот і Дейл у Царство Еребор задля битви з драконом Смогом. У фільмі знімалися: Іен Маккеллен, Мартін Фріман, Річард Армітедж, Кейт Бланшетт, Крістофер Лі, Бенедикт Камбербетч, Лі Пейс, Сильвестр Маккой, Люк Еванс, Орландо Блум і Еванджелін Ліллі.
«Хоббіт: Пустка Смога» вийшов 13 грудня 2013 року. Як і його попередник, у фільмі використано знімання та проєкції частотою 48 кадрів на секунду. Нова проєкція рекламувалася як «кадри високої частоти» для широкої публіки.

## Сюжет
Торін Дубощит пригадує як він познайомився з Ґандальфом. Чарівник переконує Торіна відвоювати захоплене драконом Смоґом гномське королівство Еребор. Але Дубощит впевнений, що гноми не послухаються його, поки він не заволодіє реліквією, діамантом Горикаменем. Ґандальф пропонує свою допомогу в пошуках коштовності.
Після успішного спуску з Імлистих гір Більбо Беггінс, Ґандальф і гноми на чолі з Торіном ховаються від переслідування орків у домі перевертня Беорна. Орки бояться його і вирішують напасти на мандрівників, коли вони вирушать далі. Беорн дає їм своїх поні, а Ґандальфу коня. Загін добирається до Темнолісся — лісу, спотвореного силами зла. Тут, на початку єдиної безпечної ельфійської стежки, загін змушений розділитися: Торін і його гноми вирушають через Темнолісся до Самотньої гори, Ґандальф вирушає до гробниці Короля-Чародія, щоб перевірити чи бува, Король не повернувся. Некромант тим часом викликає Азога до фортеці Дол-Гулдур та наказує бути очільником легіонів орків. Орк не може йти проти волі Некроманта, але відмовитися від переслідування і вбивства свого заклятого ворога Торіна теж, тому вбити Торіна посилає свого поплічника Больга із загоном орків.
Гноми з Більбо звертають зі шляху і починають довгі блукання Темноліссям. Зрештою вони потрапляють у полон до гігантських павуків. Однак Більбо вдається вибратися з павутини та врятувати своїх супутників. У битві з павуками гномам на підмогу приходить патруль лісових ельфів на чолі з принцом Леголасом і капітаном варти короля — ельфійкою Тауріель. Павуки переможені, але замість того, щоб відпустити гномів, ельфи беруть їх у полон і приводять до палацу свого короля Трандуїла. Ельфи обшукують гномів і відбирають у них зброю. Більбо залишається невидимим під чарами персня, тим самим йому вдається уникнути полону. Невидимкою гобіт проникає у фортецю Трандуїла, щоб визволити друзів.
Трандуїл пропонує Торіну допомогу в поході до Самотньої гори в обмін на частину скарбів гномів. Але Торін не довіряє йому, адже Трандуїл не відгукнувся в минулому на прохання гномів Еребору про допомогу. Розлючений Трандуїл кидає всіх гномів до в'язниці. Тауріель вважає необхідним виступити проти сил зла, поки вони не завоювали сусідні землі, та Трандуїла не цікавлять справи сусідів.
Тікати з полону гномам допомагає Більбо, добувши ключі. Гноми ховають в бочках, які Більбо сплавляє вниз по річці до Озерного міста Есгарота, що неподалік Еребору. Під час втечі на палати Трандуїла нападають орки на чолі з Больгом. На допомогу прибуває Тауріель, безліч орків гине, але Кілі отримує поранення. В цей час Ґандальф зустрічає біля гробниці Радагаста й обоє довідуються, що Король-Чародій повернувся, які дев'ять Привидів Персня. А це означає одне — Саурон повернувся.
Загін гномів і гобіта виходить до озера. Щоб переправитися через нього, вони йдуть на угоду з човнярем Бардом з Озерного міста, який таємно — в бочках з рибою — переправляє їх в Озерне місто. Та гномів помічають, а Бард згадує пророцтво, що віщує знищення міста в разі повернення спадкоємця трону Еребору. Торін же переконує народ виступити разом з ним проти Смоґа в обмін на частку скарбів. Жадібний бургомістр охоче погоджується, Тільки Бард виступає проти, боячись, що похід до Еребору розбудить Смоґа.
Коли Трандуїл убиває полоненого орка, Леголас з Тауріель вирішують самотужки вирушити на пошуки союзників. Ґандальф же вирушає у Дол-Гулдур, однак Саурон бере його в полон. Хоча Саурон ще не має тіла, він відправляє легіони орків, ведені Азогом, на бій проти ельфів і людей, не знаючи, що Ґандальф відправив Радагаста з проханням про допомогу до Галадріель.
За підтримки бургомістра споряджені обладунками та зброєю гноми виступають у фінальний похід до Самотньої гори. В місті лишається тільки поранений Кілі та ще троє гномів. Решта досягають Самотньої гори в день Дуріна — останній день осені, коли можна відкрити двері в царство гномів. Однак ключ не спрацьовує, розчаровані гноми повертають назад. Лише Більбо не втрачає надії та розуміє, що чари спрацюють, коли дверей торкнеться останнє проміння осіннього сонця. Він відчиняє прохід, гноми входять у палати Еребора. Торін відправляє Більбо на пошуки Горикаменя. Більбо знаходить скарбницю і в ній легендарний камінь, але серед золота прокидається Смоґ, відчуваючи перстень. Більбо затримує дракона розмовами, та Смоґ здогадується, що гноми повернулися в Еребор. Відчуваючи лють дракона, Бард дістає Чорну стрілу — єдину зброю, що здатна здолати Смоґа, але якою не встиг скористатися його предок.
У цей час на Есгарот нападають орки, котрі шукають гномів. Гноми, що залишилися у місті та син Барда Баїн вступають з ними в бій. На допомогу саме встигають прибути Тауріель і Леголас. Ельфи допомагають відбити атаку орків і Тауріель виліковує Кілі. Орки дізнаються, що Торіна немає в місті, тому вирушають по його сліду до Еребору. Бард, користуючись панікою, прокрадається до встановленого на шпилі палацу бургомістра самостріла, але його ловлять люди бургомістра й ув'язнюють.
Гноми заманюють дракона в кузню в надії вбити Смоґа розплавленим золотом. Але той лишається цілим і вилітає з гори знищити місто, жителів якого підозрює у змові із гномами. Бард чує шум крил дракона і вимагає від варти випустити його, щоб поцілити в Смоґа Чорною стрілою. Більбо з руїн спостерігає за відльотом дракона.

## У ролях
- Мартін Фріман — Більбо Беґґінс: Головний герой фільму. Обраний Ґандальфом і компанією Торіна, щоб поїхати до Самотньої Гори.
- Іен Маккеллен — Ґандальф Сірий: Чарівник, який обрав Більбо Беґґінса, щоб допомогти гномам. Також є членом Білої Ради.
- Кейт Бланшетт — Ґаладріель: ельфа, правителька Лотлоріену і член Білої Ради. Персонаж повертається з усіх інших фільмів Середзем'я до серії фільмів Пітера Джексона. Галадріель не з'являється в повісті, але присутня у Володарі перснів і Сильмариліоні.
- Г'юго Вівінг — Елронд: напівельф, правитель Рівенделлу і член Білої Ради.
- Крістофер Лі — Саруман Білий: чарівник, правитель Ізенгарду і лідер Білої Ради. Як і Галадріель, цього персонажу немає у повісті, але він з'являється у Володарі перснів і Сильмариліоні.
- Сильвестр Маккой — Радагаст Брунатний: Чарівник і член Білої Ради. Радагаста згадує Ґандальф у романі.

## Дубляж українською
| Актор               | Роль           | Український дубляж   |
| ------------------- | -------------- | -------------------- |
| Мартін Фріман       | Більбо Беггінс | Олесь Гімбаржевський |
| Річард Армітедж     | Торін Дубощит  | Михайло Жонін        |
| Єн Маккеллен        | Ґандальф       | Олександр Ігнатуша   |
| Бенедикт Камбербетч | Смоґ           | Андрій Мостренко     |
| Кейт Бланшетт       | Ґаладріель     | Ольга Сумська        |
| Еванджелін Ліллі    | Тауріель       | Світлана Шекера      |
| Кен Скотт           | Балін          | Євген Малуха         |
| Джеймс Несбіт       | Бофур          | Михайло Войчук       |
| Джон Коллен         | Ойн            | Анатолій Барчук      |
| Пітер Гемблтон      | Ґлоїн          | Василь Мазур         |
| Марк Гедлоу         | Дорі           | Анатолій Зіновенко   |
| Джед Брофі          | Норі           | Андрій Альохін       |
| Адам Браун          | Орі            | Дмитро Бузинський    |
| Вільям Кірхер       | Біфур          | Дмитро Вікулов       |
| Стівен Гантер       | Бомбур         | Сергій Солопай       |
| Лі Пейс             | Трандуїл       | Андрій Твердак       |
| Люк Еванс           | Бард           | Андрій Самінін       |
| Сильвестр МакКой    | Радагаст       | Максим Кондратюк     |
| Стівен Фрай         | Бурґомістр     | Олег Лепенець        |
| Дін О'Горман        | Філі           | Андрій Федінчик      |
| Ейдан Тернер        | Кілі           | Дмитро Гаврилов      |
| Грем МакТавіш       | Двалін         | Михайло Кукуюк       |
| Мікаел Персбрандт   | Беорн          | Борис Георгієвський  |
| Раян Гейдж          | Алфрід         | Дмитро Завадський    |

## Виробництво
Більшу частину знімання закінчили 2012 р., наприкінці серпня, але в травні 2013-го додаткове знімання й продовження розпочали в Новій Зеландії, вони тривали 10 тижнів.

### Музика
Музичний супровід The Desolation of Smaug створений Говардом Шором, виконується Лондонським філармонічним оркестром. Оригінальний саундтрек альбому очікується наприкінці 2013 року, щоб збігтися з виходом фільму на екрани.

## Поширення

### Маркетинг
Пітер Джексон надав перші подробиці про другий фільм з трилогії 24 березня 2013 року. Код доступу був прикріплений до DVD видань Гобіт: Несподівана подорож. Жива трансляція подій виявила деякі деталі сюжету, Джексон сказав, що роль Тауріель, яку виконує Еванджелін Ліллі, є частиною ельфійської охорони та охоронців короля ельфів, Трандуїла. Крім того, показана сцена з фільму, в якому Ґандальф і Радагаст Брунатний, шукаючи фортецю некроманта, виявили, що кільценосці були випущені зі своїх могил.

### Дата випуску
Прем'єра фільму відбулася 2 грудня 2013 року у Лос-Анджелесі. Світова прем'єра, залежно від країни, відбулась 10-13 грудня 2013 року.

## Касові збори
Друга частина «Хоббіта» за перший вікенд прокату зібрала 73,7 млн доларів.